# 郁李

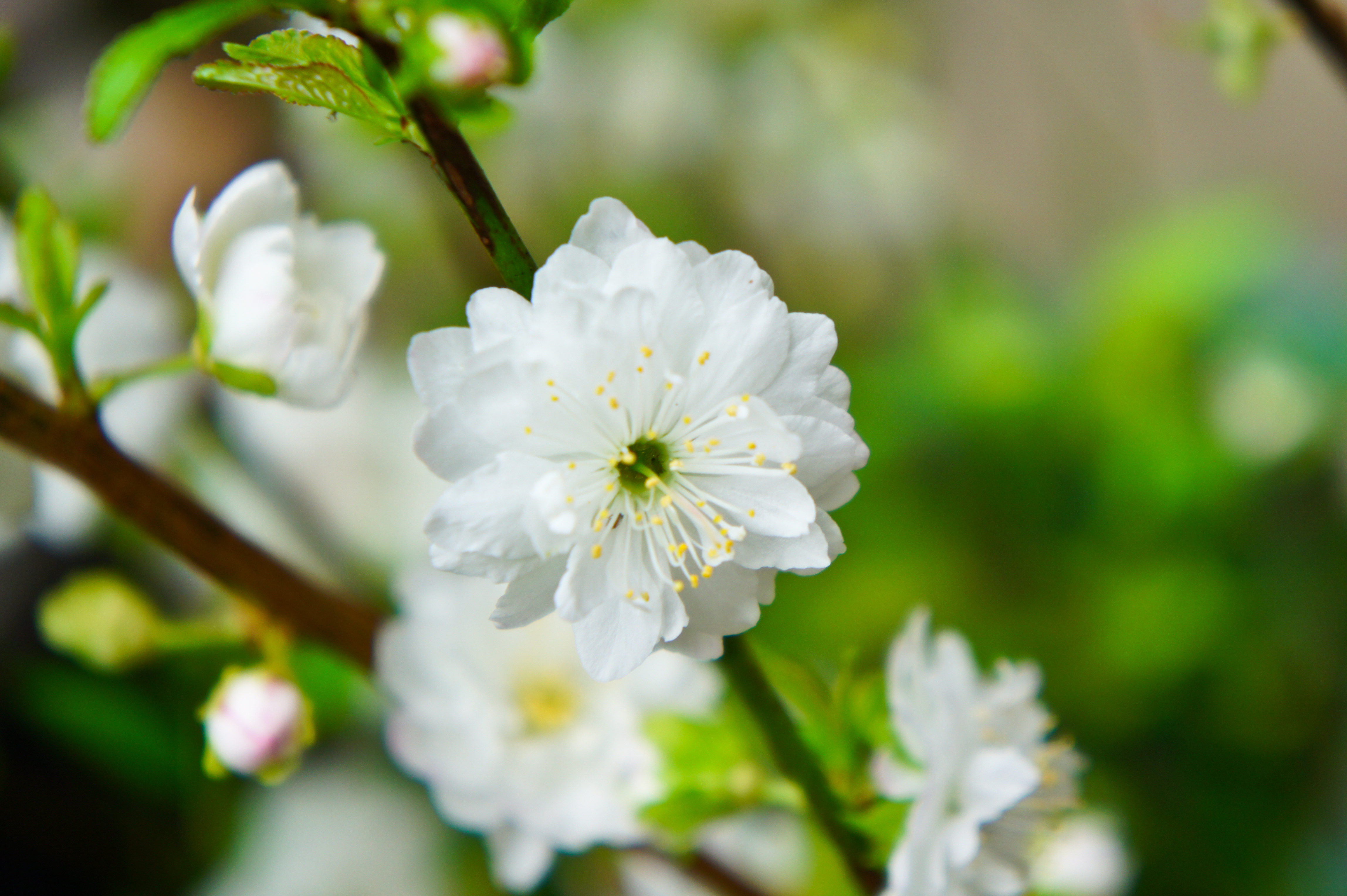
郁李的花

郁李（学名：Prunus japonica）又稱栘、唐棣、常棣、棠棣、薁李。是一种蔷薇科落叶小灌木。春天的时候开花，花的颜色有粉红色的，也有白色的。果实是暗红色的，可以吃。种子就叫做“郁李仁”，可以做中药；研碎來煮粥可通便。

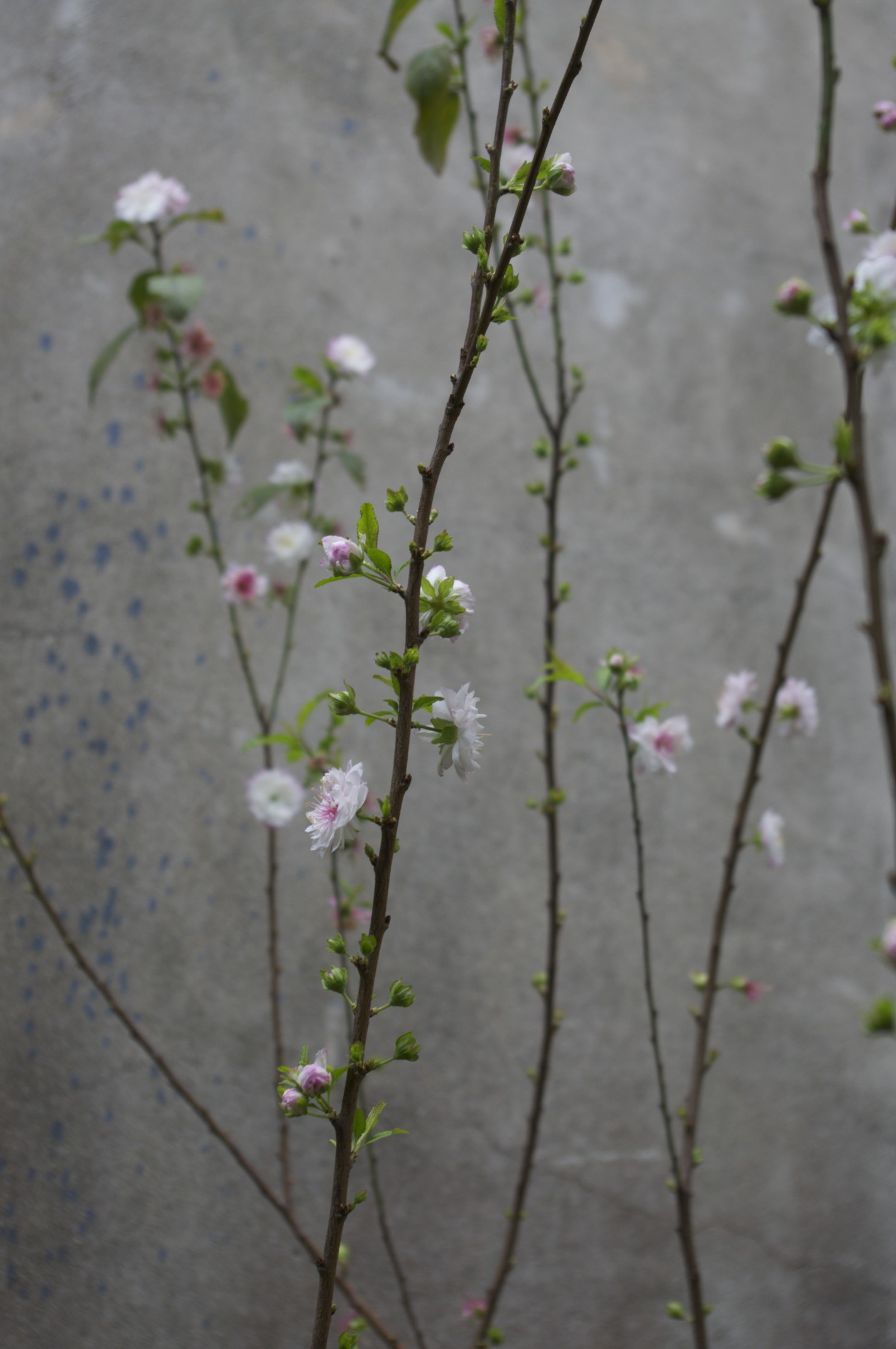
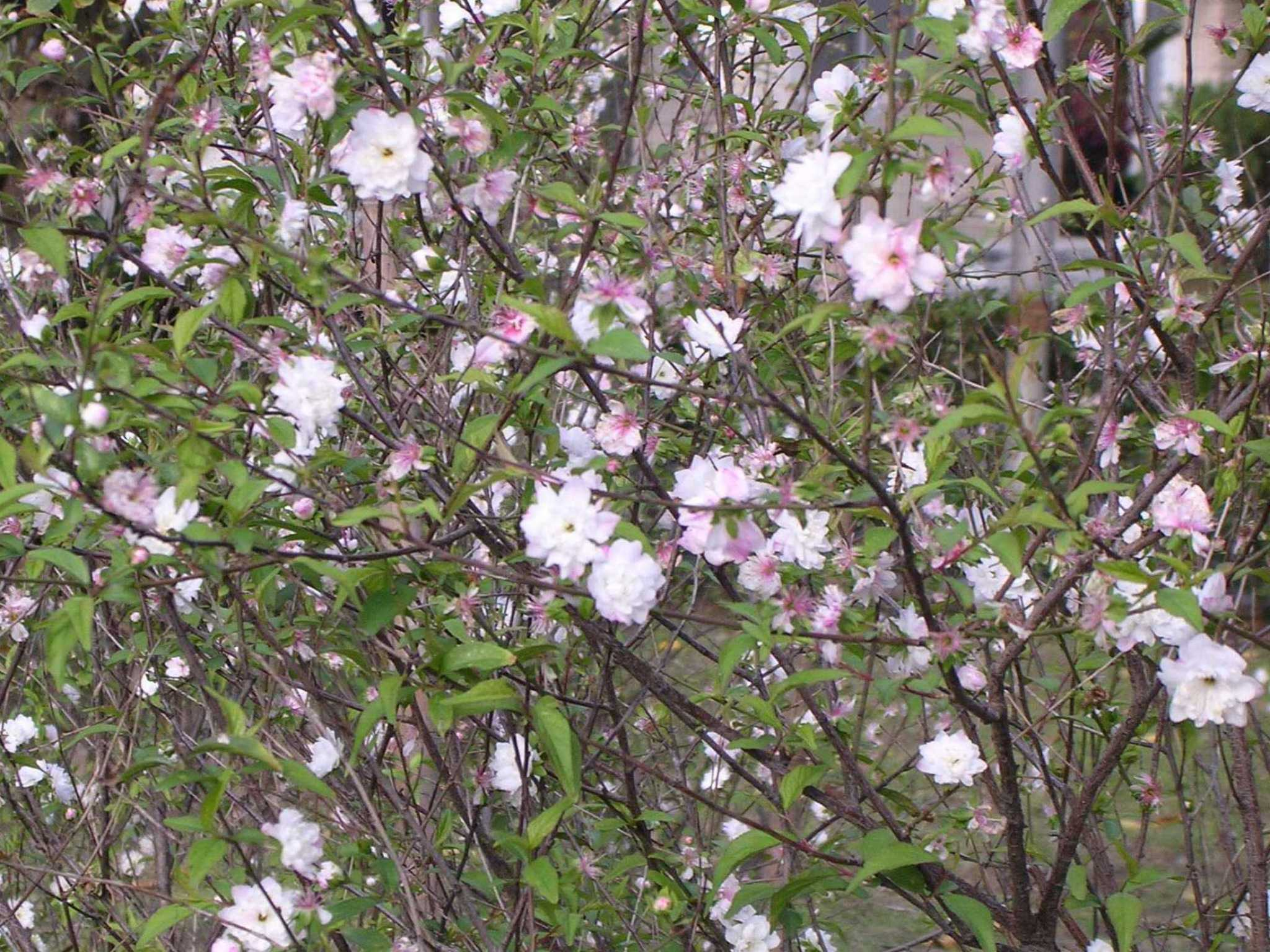

## 延伸阅读
[在维基数据编辑]
 《欽定古今圖書集成·博物彙編·草木典·郁李部》，出自陈梦雷《古今圖書集成》
 《植物名實圖考·郁李》，出自吳其濬《植物名實圖考》

## 外部連結
- 郁李 Yuli （页面存档备份，存于） 藥用植物圖像數據庫 (香港浸會大學中醫藥學院) （中文）（英文）
- 郁李仁 中藥材圖像數據庫  (香港浸會大學中醫藥學院) （中文）（英文）
- 郁李仁 Yu Li Ren （页面存档备份，存于） 中藥標本數據庫 (香港浸會大學中醫藥學院) （繁體中文）（英文）